# Xã Steuben, Quận Crawford, Pennsylvania
Xã Steuben (tiếng Anh: Steuben Township) là một xã thuộc quận Crawford, tiểu bang Pennsylvania, Hoa Kỳ. Năm 2010, dân số của xã này là 804 người.